# La Dernière Conférence
Pour la conférence d'Randy Pausch, voir Randy Pausch#La dernière conférence.
La Dernière Conférence est un roman de Marc Bressant paru le 8 octobre 2008 aux éditions de Fallois et ayant reçu le Grand prix du roman de l'Académie française la même année, par 11 voix contre 8 à Julie Wolkenstein pour L'excuse et une à Bruno de Cessole pour L'Heure de la fermeture dans les jardins d'Occident.

## Résumé
Octobre 1989, un mois avant la chute du mur de Berlin. Une réunion diplomatique est organisée à Londres dans le cadre de la Conférence sur la sécurité et la coopération en Europe.

## Éditions
- La Dernière Conférence, éditions de Fallois, 2008  (ISBN 2877066665).